# Henri Serrur

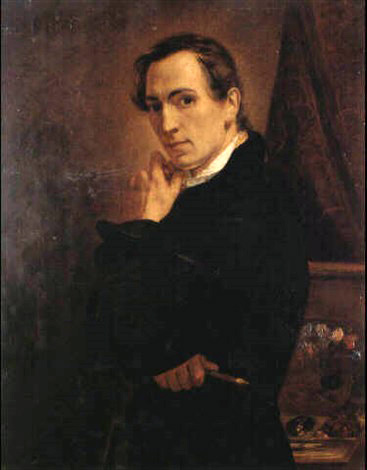
Selbstbildnis, Öl auf Leinwand, 91 × 73 cm
(Farben durch Reproduktion verändert)

Henri Auguste Calixte César Serrur, auch bekannt als Calixte Serrur (* 8. Februar 1794 in Lambersart; † 2. September 1865 in Paris) war ein französischer Historien-, Porträt- und Genremaler.

## Leben
Serrur studierte zunächst in Lille und erhielt die Möglichkeit, in Paris seine Künstlerausbildung fortzusetzen. Er war ein Schüler von Jean-Baptiste Regnault und in die École royale des beaux-arts eingetreten. Ab 1819 hatte er mehrmals im Salon de Paris ausgestellt und erhielt mehrere Auszeichnungen. Themen und Stil sind der Malerei des Klassizismus zuzurechnen.
Er schuf mehrere großformatige Bilder mit lebensgroßer Figurendarstellung. Er erhielt auch Aufträge zu Kopien anderer Maler für das Historische Museum in Versailles. Für den Papstpalast zu Avignon schuf er Bildnisse zu den dort ehemals residierenden Päpsten.
Bilder finden sich in den Museen von Amiens, Bordeaux, Bourges, Cambrai, Douai, Lille, Rennes und Versailles. Nach seinem Tod veranstaltete das Auktionshaus Hôtel Drouot 1866 einen Nachlassverkauf mit 64 Werksnummern und einem biografischen Text von Simon Horsin-Déon.

## Werke (Auswahl)
- La Mort de Mazet (Musée de Cambrai)
- Ajax (Palais des Beaux-Arts de Lille)
- Bataille sous le murs de Nicée (Kreuzfahrersäle im Château de Versailles)
- Eine Galerie mit den Porträts von neun Päpsten von 1839/40 (Papstpalast Avignon)

## Bildergalerie

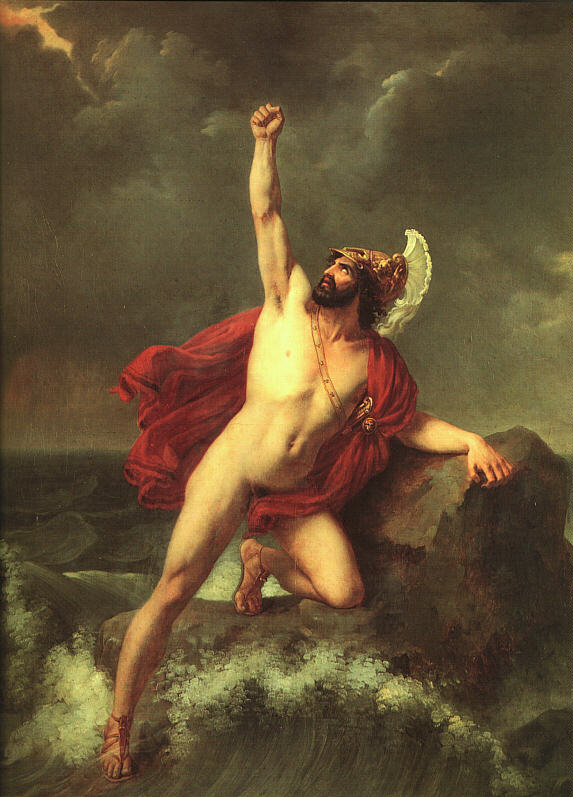
La mort d’Ajax (Tod des Ajax), 1820, Palais des Beaux-Arts de Lille
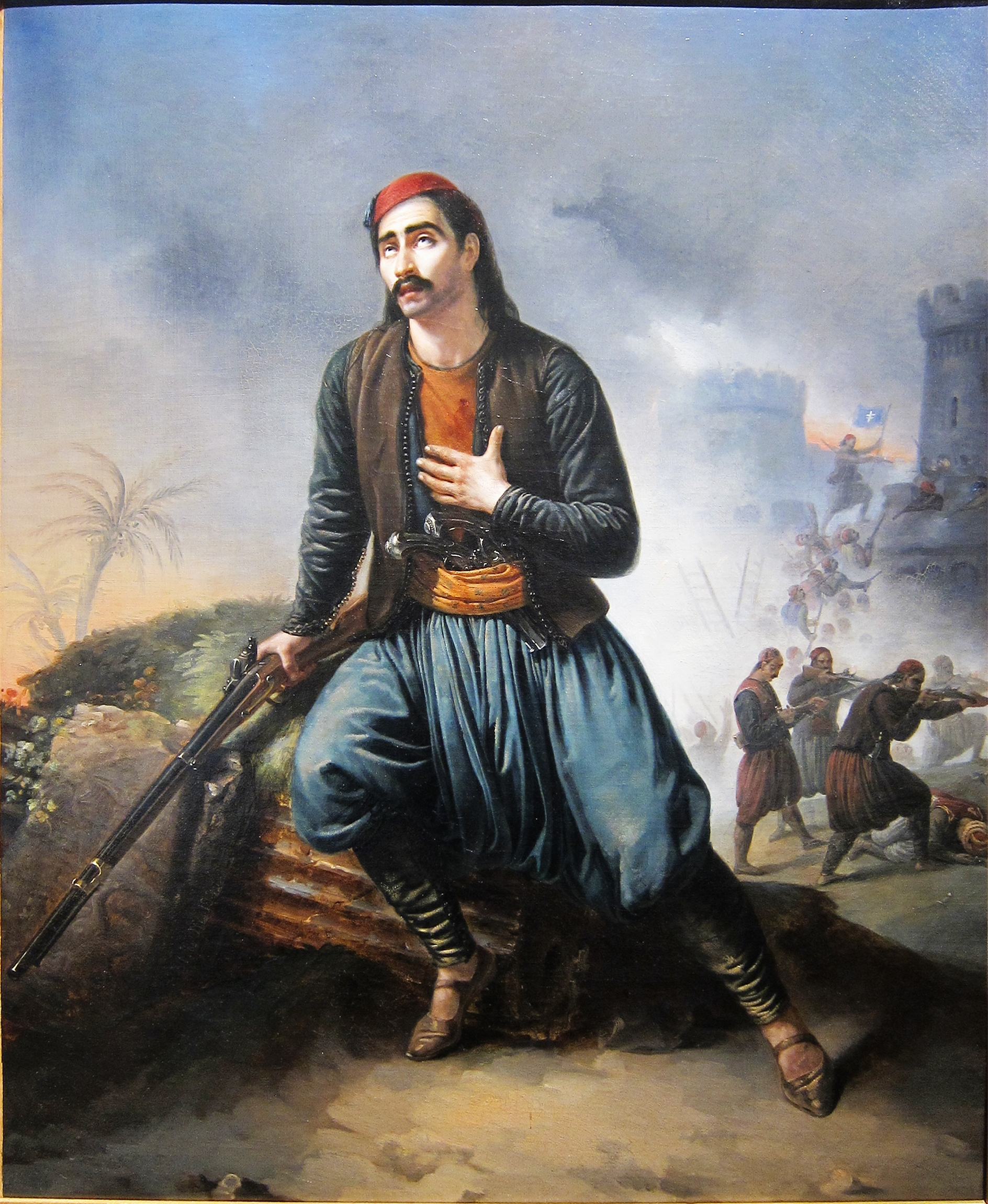
Mort d’un soldat grec à la mort de Tripolitza en 1820, 1825, Musée de la Chartreuse de Douai
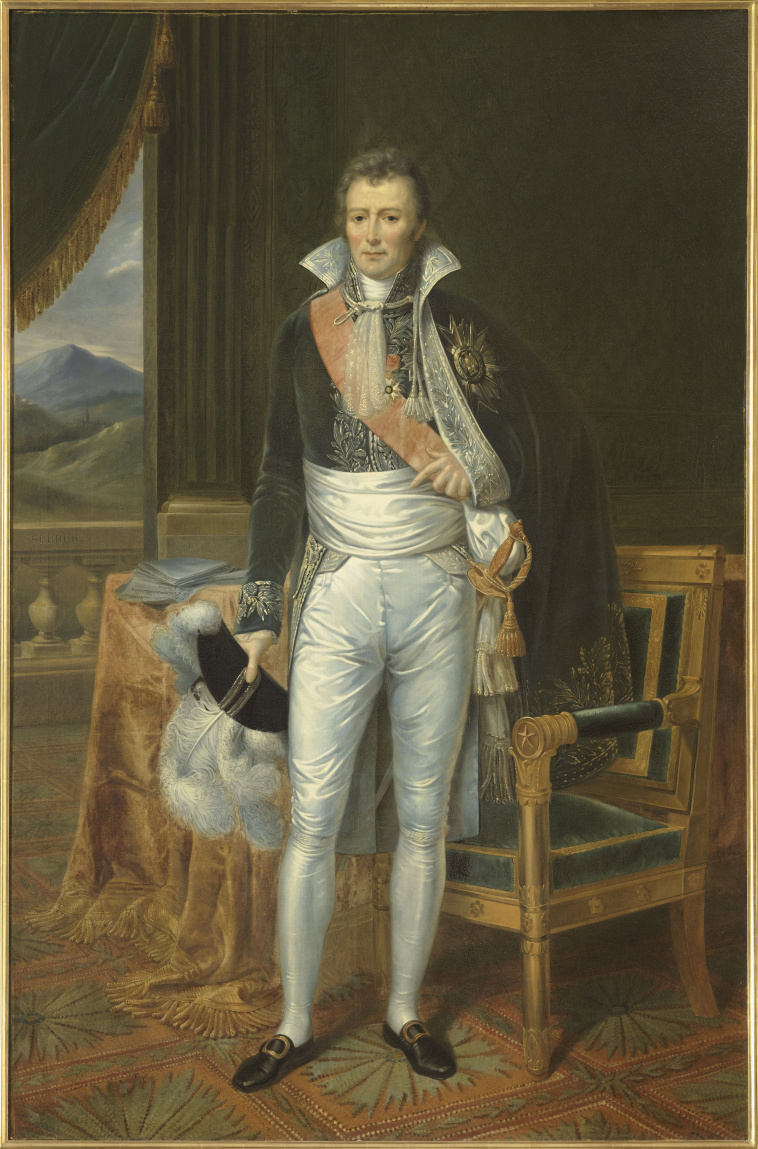
Jean-François-Aimé, comte Dejean, Palais du Luxembourg
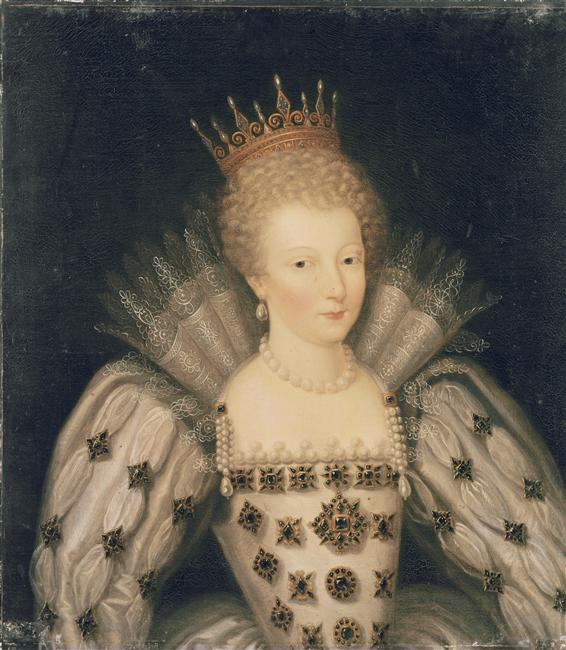
Louise Marguerite de Lorraine, Kopie 1840 vermutlich nach Corneille de Lyon

Papstbildnisse
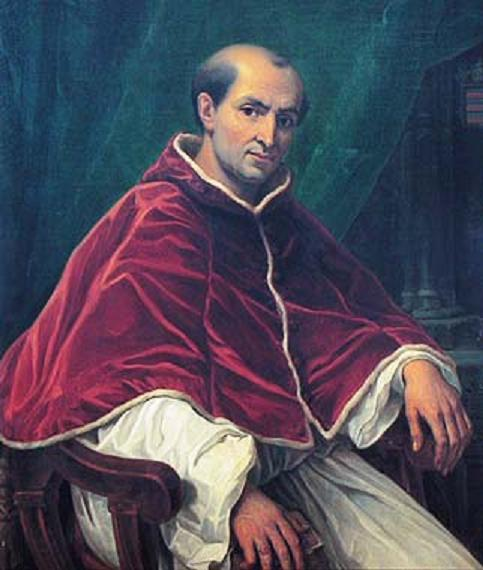
Clemens V.
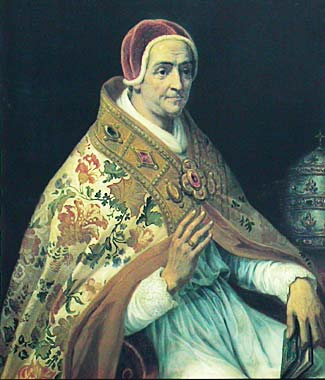
Clemens VII. (Gegenpapst)
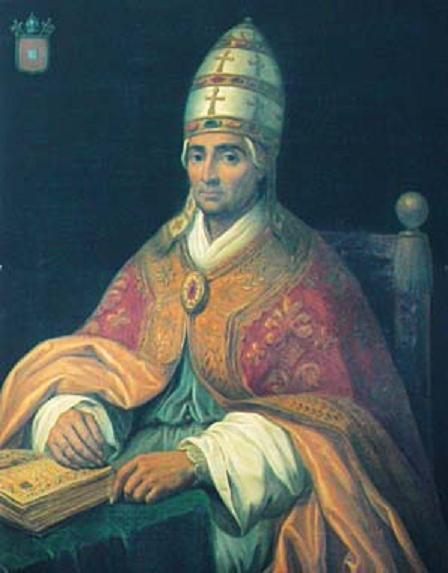
Benedikt XII.
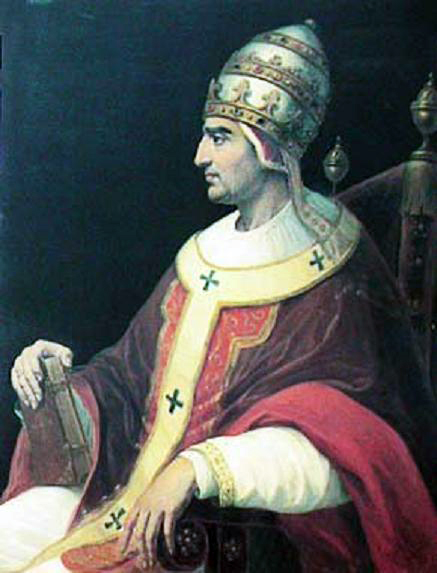
Gregor XI.